# HD 81025
HD 81025，又名BD+52 1389，SAO 27246、HR 3725，是一颗恒星，视星等为6.31，位于銀經166，銀緯44.47，其B1900.0坐标为赤經9h 17m 59.6s，赤緯+52° 44.47′ 10″。